# 墨西哥黑角鮟鱇
墨西哥黑角鮟鱇（学名：Melanocetus eustalus），又稱墨西哥黑犀魚，為輻鰭魚綱鮟鱇目棘茄魚亞目黑角鮟鱇科的其中一種，為深海魚類，分布於中太平洋東部的墨西哥海域，棲息深度0-1675公尺，生活習性不明，無任何經濟價值。

## 扩展阅读
維基物種上的相關：墨西哥黑角鮟鱇